# Karalla daura
Karalla daura là một loài cá biển thuộc chi Karalla trong họ Cá liệt. Loài cá này được mô tả lần đầu tiên vào năm 1829.

## Từ nguyên
Từ định danh daura không rõ nghĩa và nguồn gốc, có thể là tên một địa điểm tại Visakhapatnam (bờ đông Ấn Độ), nơi mà mẫu định danh của loài cá này được thu thập.

## Phân bố và môi trường sống
K. daura có phân bố trải đều trên vùng Ấn Độ Dương - Thái Bình Dương, từ Tanzania ngược lên vịnh Aden và vịnh Oman, dọc theo bờ biển Nam Á về phía đông đến Philippines và Indonesia. K. daura cũng được ghi nhận dọc theo bờ biển Việt Nam.
K. daura sống chủ yếu trên nền đáy bùn, độ sâu đến ít nhất là 40 m.

## Mô tả
Chiều dài cơ thể lớn nhất được ghi nhận ở K. daura là 14 cm.

## Sinh thái
K. daura thường sống theo đàn. Thức ăn chủ yếu của chúng là động vật hai mảnh vỏ, giáp xác nhỏ, giun nhiều tơ và hải miên.